# 우주 추적 및 감시 시스템
미국 미사일 방어 국 (MDA)은 탄도 미사일의 우주 기반 탐지 및 추적을 연구하는 데 사용된 우주 추적 및 감시 시스템 ( STSS ) (이전 SBIRS-Low )을 개발했다. STSS 위성의 데이터는 다른 미사일 탐지 시스템에서 가능했던 것보다 미사일을 더 일찍 요격할 수 있도록 한다. STSS 프로그램은 2001년 " SBIRS Low "프로그램이 미 공군에서 MDA로 이전되면서 시작되었다. 2002년 12월, SBIRS Low Research & Development (SBIRS Low R & D)는 우주 추적 및 감시 시스템 (Space Tracking and Surveillance System)로 이름이 바뀌었다.

## 발사
두 위성 중 하나는 2009년 5월 4일 Cape Canaveral (CCAFS)로 발송되었다. 두 번째 위성은 2009년 6월 25일 발사 지점에 도착했다.
두 개의 시연 위성이 하나의 Delta II 우주발사체와 함께 발사되었다. 발사는 2009년 9월 25일 Cape Canaveral Space Launch Complex 17 (LC-17B)에서 시행되었다. STSS의 별자리는 1350km, 경사 58.0°, 120분 간격으로 궤도를 도는 두 개의 위성으로 구성되어 있다.

## 조기 발견
대표적인 STSS의 장점은 저고도에서 작동하고 장파 및 단파 적외선 센서를 사용하여 위성이 중간 및 출력하고 있는 단계에서도 미사일을 인지하고 추적 할 수 있다는 것이다.

## STSS의 역할
STSS는 탄도 미사일 방어 시스템 내에서 저궤도 궤도 (LEO)로 설계되었다. 이것은 지리동기식 방위 지원 프로그램, 우주 기반 적외선 시스템 및 기타 오버 헤드 비 이미징 적외선 (ONIR) 시스템을 보완하고 표면에 있는 시스템에 대한 추적 신호를 제공한다. STSS 프로그램은 단계적으로 발전되고, 그 첫 번째는 두 개의 시연 위성 발사였다. 노스럽 그러먼이 제작한 시연 위성은 2010년 6월 6일 미국 유도탄방어국 비행 테스트 중에 2 단계 GBI 미사일을 탐지하고 추적했다.

## 의회 증언
의회 증언에 따르면, 군 관계자들은 STSS가 한 나라의 미사일 방어 시스템을 강화할 수 있는 잠재력을 가지고 있다고 믿고 있다고 한다. 미국 미사일방어국 국장인 패트릭 오레일리는 2011년 5월 25일 미 상원 국방분과 위원회에 출석해 다음과 같이 증언했다. "최근 두 차례의 비행 시험에서 STSS가 이지스함이나 사드(극장고고도미사일방어체계)의 유기레이더 보다 몇 분 전에 이지스함에 더 정확한 사격 통제 품질 데이터를 제공했다는 사실이 드러났다."

## STSS 미사일 추적 실험 연대기
노스럽 그루먼의 보도 자료에 따르면, 다음은 STSS 시연 위성의 궤도 상 성능을 요약 한 것이다.
2010년 6월
- 2010년 6월 6일 22:25 UTC

반덴버그 공군기지에서 시작된 GBI 미사일 테스트.
미사일의 첫 번째 STSS 객체 조준 메시지 (OSM)
최초의 선상 미사일 트랙이 형성되었다.
- 2010년 6월 16일 10:01 UTC

반덴버그 공군 기지에서 대륙간탄도유도탄 LGM-30 미닛맨 테스트 시작
로널드 레이건 탄도 미사일 방어 시험장, 마셜 제도에 있는 콰잘레인 환초에 사전에 결정된 표적 발사
콜로라도주 슈리에버 공군기지의 미사일 방어 통합 및 작전 센터 (MDIOC)에서 전송 된 데이터.
첫 번째 이중 위성의 표적 수집
수평선 너머 시작된 표적으로부터의 첫 표적 획득.
- 2010년 6월 29일 07:32 UTC

스커드는 하와이 카우아이섬 근처의 이동식 발사 플랫폼에서 발사되었다.
반덴버그 공군 기지에서 발사 된 사드 (THAAD) 미사일.
다른 센서와 실시간으로 데이터 융합을 하기 위해 콜로라도주 슈에리버 공군 기지의 엔터프라이즈 센서 연구소로 보낸 첫 OSM
희미한 전역 미사일의 첫 번째 추적.
2010년 7월
- 2010년 7월 19일

우주 공간에 존재하는 물체를 처음으로 쫓다.
2010년 7월 19일, NOAA 기상 위성 을 몇 분 동안 추적했다.
- 2010년 7월 23일

대상의 센서 이양을 추적하는 최초의 자율 센서 획득.
2010년 8월
- 2010년 8월 5일

첫 번째 항공기 추적
낮에 지평선 아래로 정밀 추적 센서가 작동
항공기의 센서 이양을 추적하는 최초의 자율 센서 획득
2010년 9월
- 2010년 9월 1일

동력이 붙은 목표의 센서 핸드 오버를 추적하는 최초의 자율 획득 센서
- 2020년 9월 17일 10:02 UTC

반덴버그 공군 기지에서 괌 섬 (8500km)까지 진행하는 대륙간탄도유도탄 LGM-30 미닛맨 실험이 시작되었다.
추적 센서가 있는 대상의 첫 번째 출력 추적 연속적으로 시행.
물체를 분리하기 위해 여러 개의 길을 생성하는 추적 센서의 첫 번째 시연.
2010년 10월
- 2010년 10월 5일

이지스함에 원격 시스템 탑재

2011년 3월
- 2011년 3월 9일

2차 이지스함 준비 상태 평가 수단 타겟팅
STSS 위성이 재진입 할 때까지 목표물을 획득하고 추적했다.
- 2011년 3월 15일

미국 미사일 방어국(MDA)의 이지스함 발사 중 두 번째 전 과정을 추적했다.
대상 미사일의 비행 경로를 따라 충격 지점을 예측하는 "스테레오"3D 추적 소프트웨어를 성공적으로 생산했다.
2011년 4월
- 2011년 4월 15일

해상 미사일 방어 시험
STSS 위성은 중거리탄도유도탄 (IRBM)을 조준하고 요격하는 데 도움을 준다. 충돌하면 IRBM가 파괴된다.

2011년 7월
- 2011년 7월 8일

단거리 공중 발사 목표 (SRALT)에 대한 STSS 시험
이 시험은 매우 짧은 비행 일정을 가진 희미한 물체를 추적하는 STSS의 능력을 입증했다.

## 같이 보기
- 이지스 탄도미사일 방어체계
- DSP 위성
- 지상 기반 외기권 방어